# Catedral de San Esteban (Châlons-en-Champagne)

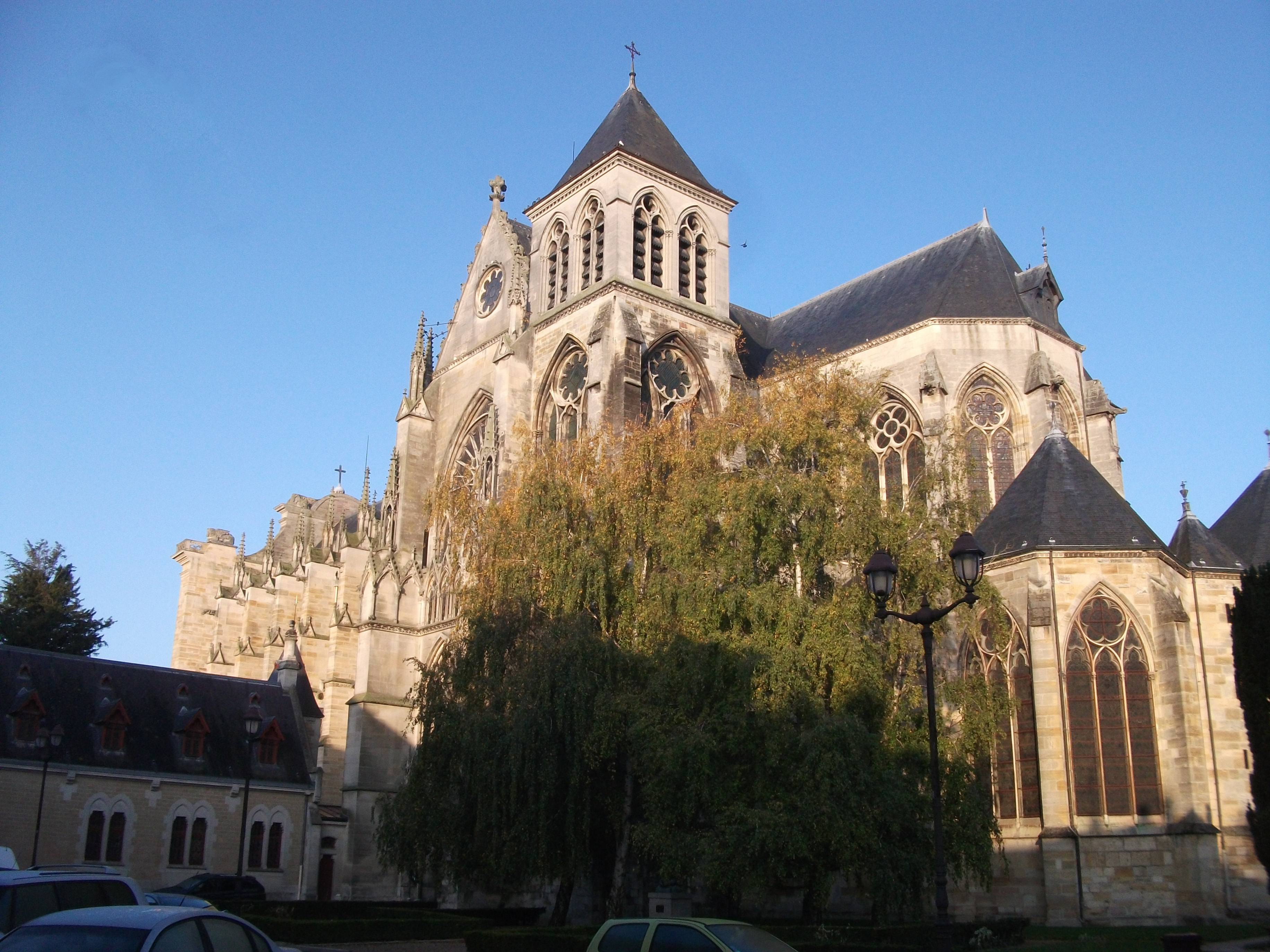
Vista del portal sur

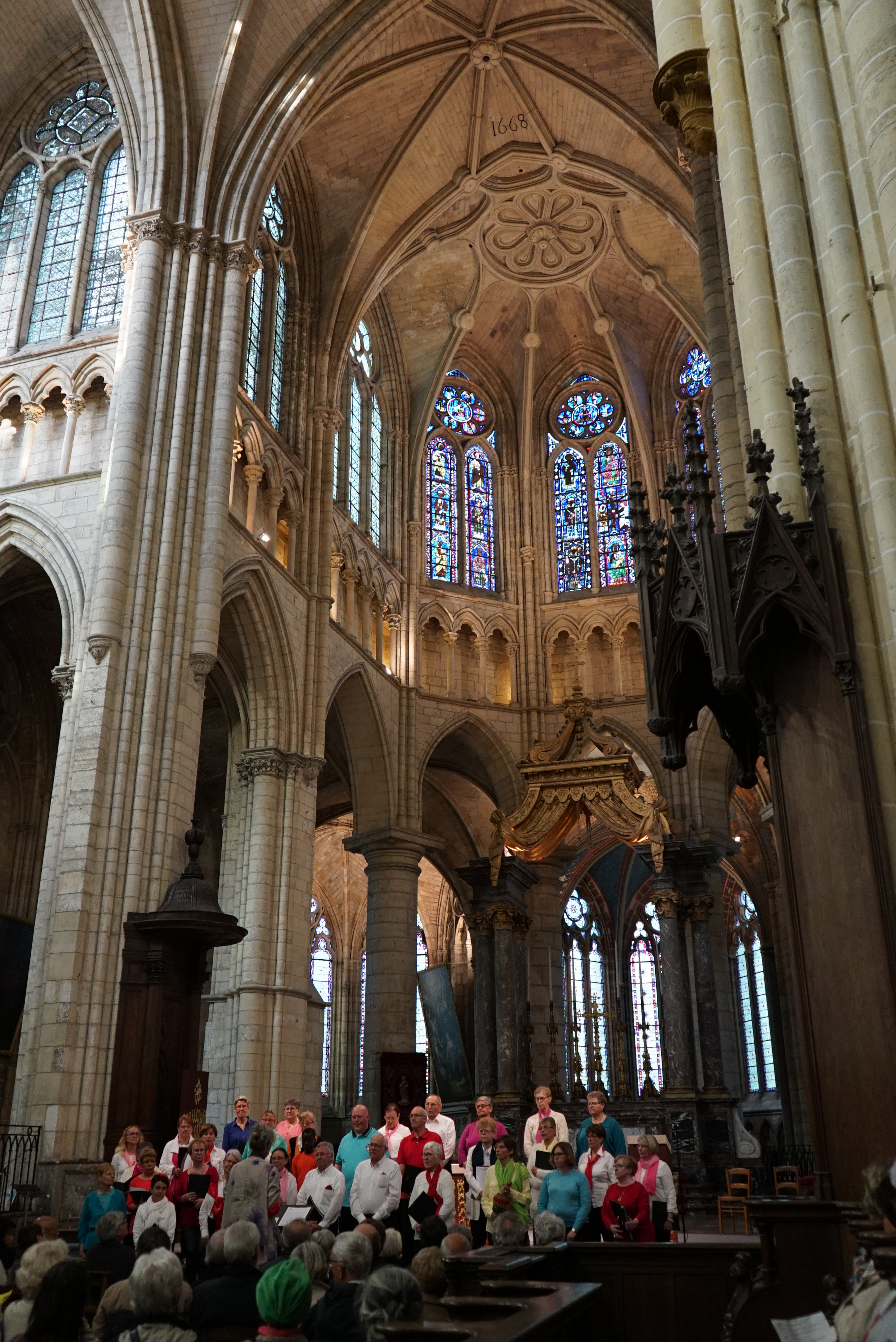
Vista interna

La catedral [de] San Esteban de Châlons-en-Champagne (en francés: Cathédrale Saint-Étienne de Châlons-en-Champagne) o simplemente catedral de Châlons-en-Champagne es una catedral católica en Châlons-en-Champagne, Francia, antes Châlons-sur-Marne.
Es la sede de los obispos de Châlons y fue consagrada  el 26 de octubre de 1147 por el papa Eugenio III.
Jean-Jacques Arveuf-Fransquin diseñó el órgano neo-flamboyante de la Catedral de Châlons. La estructura fue creada por el ebanista Etienne Gabriel Ventadour, con el instrumento hecho por John Abbey, quien entregó la pieza en 1849. La catedral también es conocida por sus vitrales.